# Thomas De Gendt
Thomas De Gendt (n. 6 noiembrie 1986, Sint-Niklaas, Flandra, Belgia) este un ciclist belgian profesionist care activează în probele de ciclism pe șosea și concurează pentru echipa Lotto–Soudal, echipă UCI WorldTeam. Anterior a alergat pentru rivalii Topsport Vlaanderen-Mercator, Vacansoleil-DCM, și Omega Pharma-Quick-Step.

## Rezultate în Marile Tururi

### Turul Franței
9 participări
- 2011: locul 62
- 2013: locul 96
- 2015: locul 67
- 2016: locul 40, câștigător al etapei a 12-a
- 2017: locul 51
- 2018: locul 65
- 2019: locul 60, câștigător al etapei a 8-a
- 2020: locul 52
- 2021: locul 82

### Turul Italiei
6 participări
- 2012: locul 3, câștigător al etapei 1
- 2014: locul 65, câștigător al etapei 1
- 2019: locul 51, câștigător al etapei 1
- 2020: locul 41, câștigător al etapei 1
- 2021: nu a terminat competiția
- 2022: locul 74, câștigător al etapei 1

### Turul Spaniei
7 participări
- 2012: locul 62
- 2013: nu a terminat competiția
- 2015: nu a terminat competiția
- 2016: locul 65
- 2017: locul 57, câștigător al etapei a 19-a
- 2018: locul 67
- 2019: locul 56